# Raveniola pontica
Raveniola pontica is een spinnensoort in de taxonomische indeling van de bruine klapdeurspinnen (Nemesiidae).
Raveniola pontica werd in 1937 beschreven door Spassky.